# Pól Thorsteinsson
Pour les articles homonymes, voir Thorsteinsson.
Pól Thorsteinsson, né le 17 novembre 1973 à Vágur aux îles Féroé, est un footballeur international féroïen, qui évoluait au poste de défenseur.

## Biographie

### Carrière en club
Avec le B36 Tórshavn, Pól Thorsteinsson dispute deux matchs en Ligue des champions, et 7 matchs en Coupe de l'UEFA,.
Avec le B36 Tórshavn, il remporte deux coupes des îles Féroé, mais surtout deux titres de champion des îles Féroé. Puis avec le NSÍ Runavík, il remporte une coupe, et un titre de champion des îles Féroé.
Au cours de sa carrière de joueur, il dispute notamment 240 matchs en première division féroïenne, pour 24 buts inscrits.

### Carrière internationale
Pól Thorsteinsson compte 37 sélections avec l'équipe des îles Féroé entre 1997 et 2004,.
Il est convoqué pour la première fois en équipe des îles Féroé par le sélectionneur national Allan Simonsen, pour un match des éliminatoires de la Coupe du monde 1998 contre Malte le 30 avril 1997. Le match se solde par une victoire 2-1 des Féroïens. 
Il reçoit sa dernière sélection le 13 octobre 2004 contre l'Irlande. Le match se solde par une défaite 2-0 des Féroïens.

## Palmarès
- Avec le VB Vágur
  - Champion des îles Féroé de D2 en 1994 et 2009

- Avec le B36 Tórshavn
  - Champion des îles Féroé en 2001 et 2005
  - Vainqueur de la Coupe des îles Féroé en 2001 et 2003

- Avec le NSÍ Runavík
  - Champion des îles Féroé en 2007
  - Vainqueur de la Coupe des îles Féroé en 2002